# Nickelodeon Kids’ Choice Awards 2007
20. gala Nickelodeon Kids’ Choice Awards odbyła się 31 marca 2007 roku. Prowadzącym galę był Justin Timberlake.

## Prowadzący
Justin Timberlake

## Nominacje

### Filmy

#### Najlepszy film
- Agent XXL 2
- Klik: I robisz, co chcesz
- Noc w muzeum
- Piraci z Karaibów: Skrzynia umarlaka (zwycięstwo)

#### Najlepszy aktor
- Johnny Depp (Piraci z Karaibów: Skrzynia umarlaka)
- Jack Black (Nacho Libre)
- Adam Sandler (Klik: I robisz, co chcesz) (zwycięstwo)
- Will Smith (W pogoni za szczęściem)

#### Najlepszy film animowany
- Auta
- Happy Feet: Tupot małych stóp (zwycięstwo)
- Epoka lodowcowa 2: Odwilż
- Skok przez płot

#### Najlepsza aktorka
- Halle Berry (X-Men: Ostatni bastion)
- Dakota Fanning (Pajęczyna Charlotty) (zwycięstwo)
- Keira Knightley (Piraci z Karaibów: Skrzynia umarlaka)
- Sarah Jessica Parker (Miłość na zamówienie)

#### Najlepszy dubbing filmu animowanego
- Ashton Kutcher (Elliot, Sezon na misia)
- Queen Latifah (Ellie, Epoka lodowcowa 2: Odwilż) (zwycięstwo)
- Julia Roberts (Hova, Po rozum do mrówek)
- Bruce Willis (RJ, Skok przez płot)

### Telewizja

#### Najlepszy film
- Idol (zwycięstwo)
- Drake i Josh
- Nieustraszeni
- Nie ma to jak hotel

#### Najlepsza aktorka telewizyjna
- Miley Cyrus (Hannah Montana) (zwycięstwo)
- Emma Roberts (Nieidealna)
- Jamie Lynn Spears (Zoey 101)
- Raven-Symoné Christina Pearman (Świat Raven)

#### Najlepszy aktor telewizyjny
- Drake Bell (Drake i Josh) (zwycięstwo)
- Jason Lee (Mam na imię Earl)
- Charlie Sheen (Dwóch i pół)
- Cole Sprouse (Nie ma to jak hotel)

#### Najlepsza kreskówka
- Wróżkowie chrzestni
- Jimmy Neutron: mały geniusz
- Simpsonowie
- SpongeBob Kanciastoporty (zwycięstwo)

### Sport

#### Najlepszy sportowiec
- LeBron James
- Shaquille O’Neal (zwycięstwo)
- Alex Rodriguez
- Tiger Woods

### Muzyka

#### Najlepsza piosenka
- Bad Day (Daniel Powter)
- Crazy (Gnarls Barkley)
- Hips Don’t Lie (Shakira, feat. Wyclef Jean)
- Irreplaceable (Beyoncé) (zwycięstwo)

#### Najlepszy piosenkarz
- Chris Brown
- Jesse McCartney
- Sean Paul
- Justin Timberlake (zwycięstwo)

#### Najlepsza piosenkarka
- Christina Aguilera
- Beyoncé (zwycięstwo)
- Ciara
- Jessica Simpson

#### Najlepsza grupa muzyczna
- The Black Eyed Peas (zwycięstwo)
- Fall Out Boy
- Nickelback
- Red Hot Chili Peepers

### Pozostałe kategorie

#### Najlepsza gra wideo
- Madden NFL 07
- New Super Mario Bros.
- Mario Kart DS
- SpongeBob Squarepants: Creature from the Krusty Krab (zwycięstwo)

#### Najlepsza książka
- Harry Potter (zwycięstwo)
- How to Eat Fried Worms
- Island of the Blue Dolphins
- Seria niefortunnych zdarzeń